# Ptesanwi Mons
Lo Ptesanwi Mons è una struttura geologica della superficie di Venere.